# 1612 w polityce

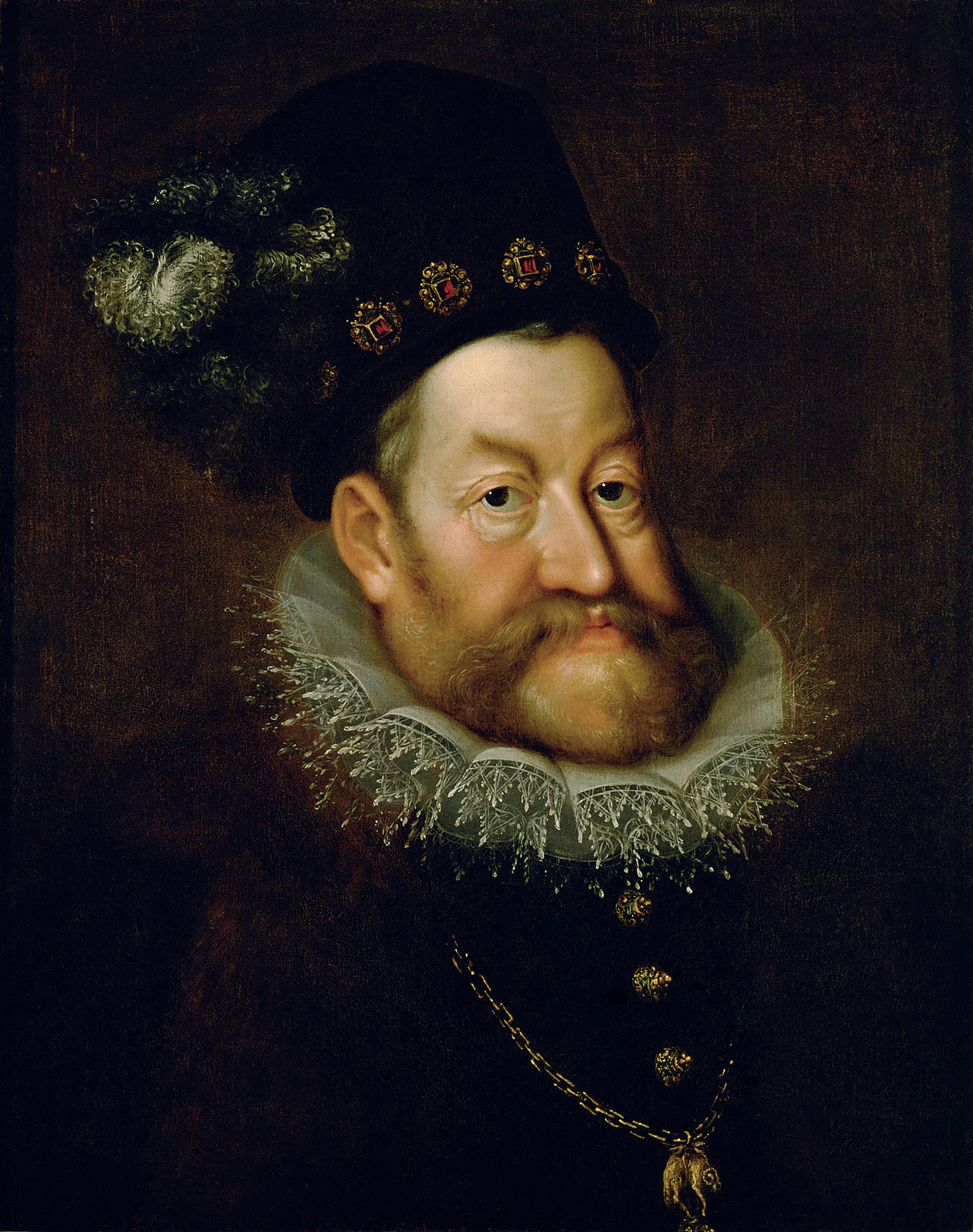
Hans von Aachen, Portret cesarza Rudolfa II Habsburga

Wydarzenia polityczne w 1612 roku.

## Zmarli
- 20 stycznia Rudolf II Habsburg, cesarz rzymski[1].